# Lamona (tyúkfajta)

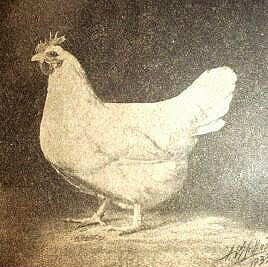
Lamona tyúk

A lamona tyúk egy Egyesült Államokban kitenyésztett tyúkfajta.

## Fajtatörténet
Harry S. Lamon amerikai baromfitenyésztő tenyésztette ki az 1900-as évek elején a marylandi Beltsville-ben egy mezőgazdasági kísérleti telepen. A fajta létrehozására fehér plymouth rockot, ezüstfogoly dorkingot és fehér leghornt használt fel. Létrejötte 1912 -ben, elismertetése 1933-ban történt meg, de ezután mindössze két évtizedig tartott a fajta terjeszkedése, míg meg nem jelentek az 1950-es években a modern ipari hibridek, melyek mind a tojástermelésből, mind a hústermelésből gyorsan kiszorították. 1960-ban elismerésre került törpe változata is, ugyanakkor egyre ritkábban tartották. Az 1980-as évek folyamán majdnem végleg eltűnt, de néhány elkötelezett díszbaromfi-tenyésztő megmentette. 2005-ben két nagyobb tenyészete létezett, ezekben az években az eredeti módszer alapján újra létrehozták egy új vérvonalát. A fajta ma is nagyon ritka.

## Tulajdonságok
A fajta elsősorban tojástermelőként teljesít jól, de gyors növekedésével is kitűnik. Húsa kellemes, minőséges. Teste téglalap alakú, kifejezett mellrésszel. Taraja egyszerű fésűtaraj, piros füllebenyei ellenére fehér tojásokat rak. Tojástermelése évi 250 db. Bőrének színe sárga, az amerikai fogyasztói kívánalmaknak megfelelően. Csak fehér színben létezik. A kakas súlya 3,6 kg, a tyúk súlya 3 kg.